# Ngọa Long cương
Bài này viết về tên một ngọn núi tại Hà Nam, Trung Quốc. Các nghĩa khác xin xem thêm Ngọa Long (định hướng).
Ngọa Long cương (chữ Hán: 臥龍崗) là tên một ngọn núi ở làng Ngọa Long Cương, khu Ngọa Long, thành phố Nam Dương, Hà Nam, thuộc vùng Long Trung. Tục truyền Gia Cát Lượng sống ở đây sau khi chạy tị nạn sang Nam Dương, nhân thế tự gọi là Ngọa Long tiên sinh, tự mình cày ruộng, thích làm ca từ theo khúc "Lương Phủ Ngâm".